# Arquebisbat de Rennes

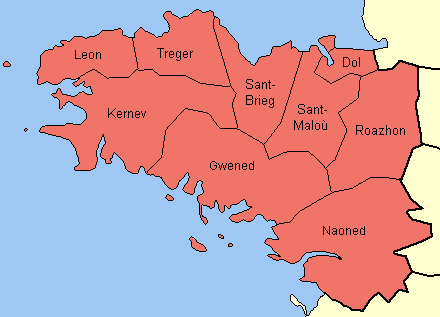
Les diòcesis històriques de la Bretanya abans de la revolució francesa: la de Rennes està indicada amb el nom bretó de Roazhon.

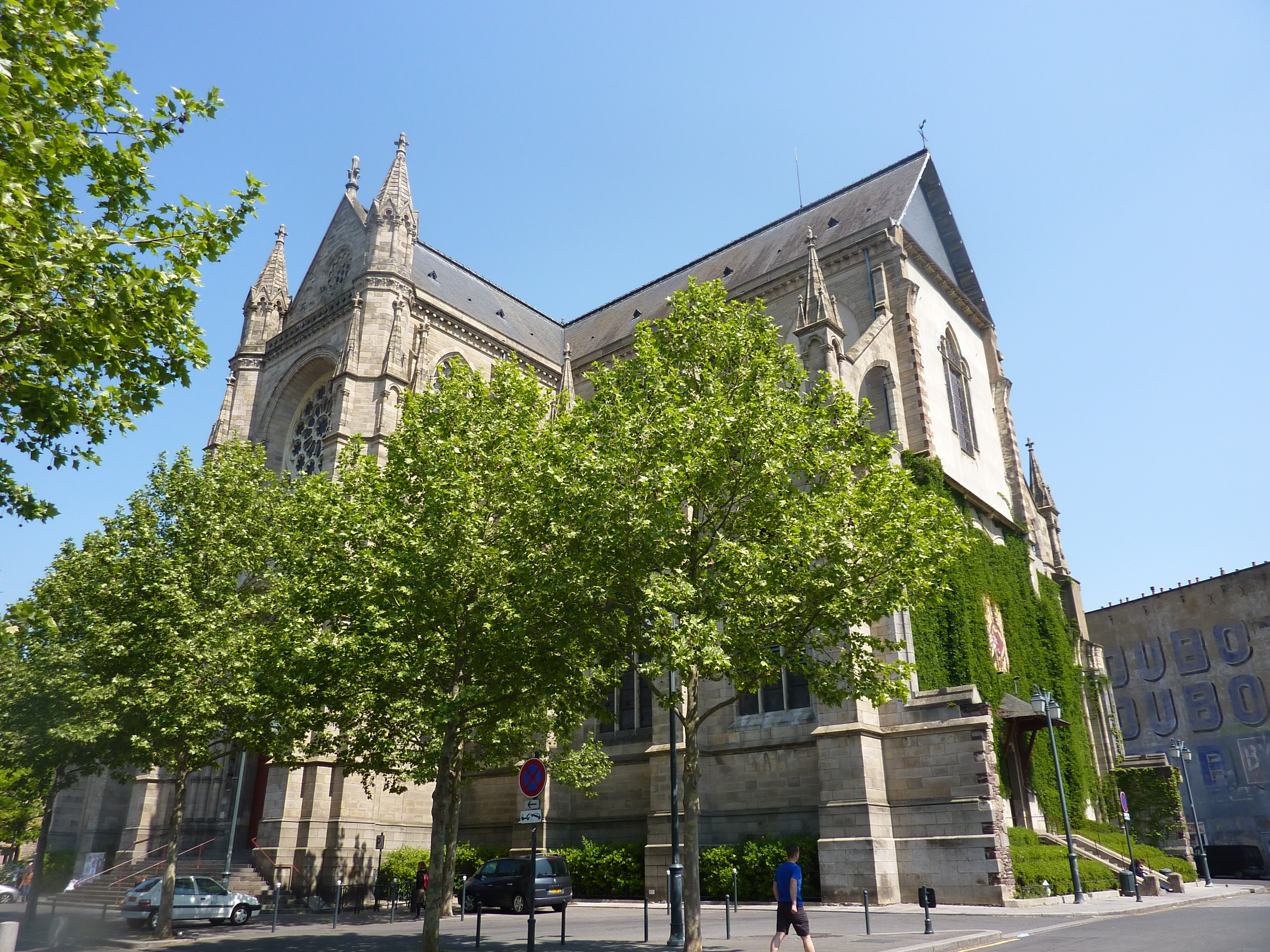
La basílica Saint-Aubin de Rennes.

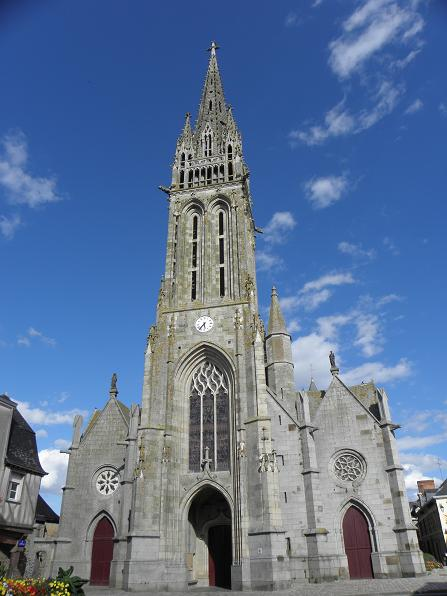
La basílica Notre-Dame de La Guerche-de-Bretagne del.

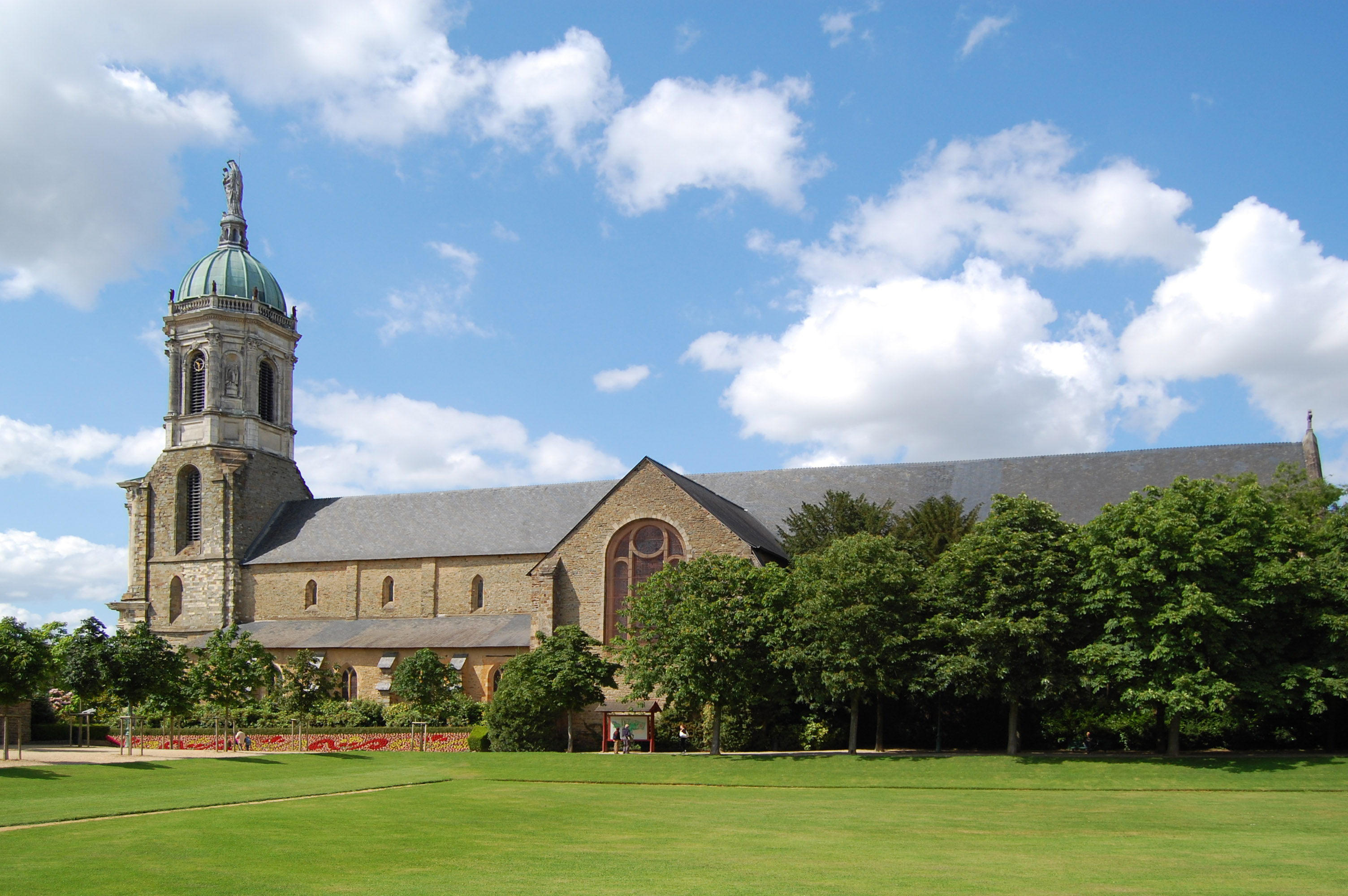
L'església de Notre-Dame-en-Saint-Melaine, que del 1803 al 1844 fou la procatedral diocesana.

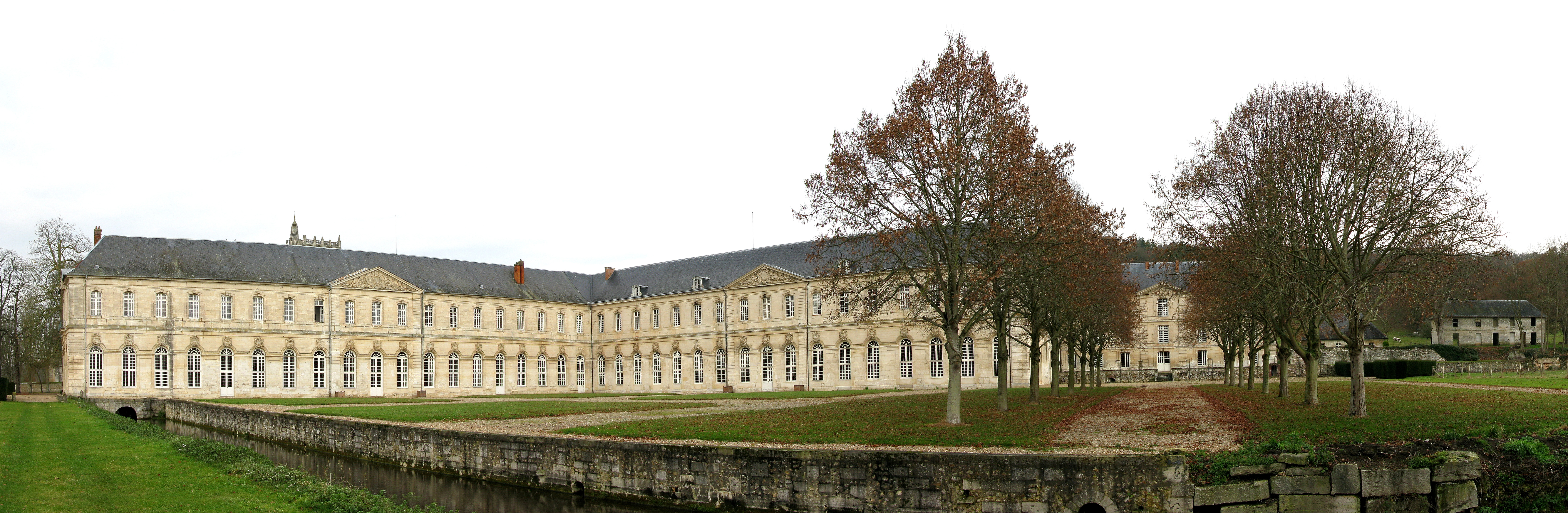
L'abadia de Notre-Dame du Bec, fundada el, des del 1801 forma part de la bisbat d'Évreux.

L'arquebisbat de Rennes (francès: Archidiocèse de Rennes, llatí: Archidioecesis Rhedonensis) és una seu metropolitana de l'Església Catòlica a França. Al 2014 tenia 842.000 batejats sobre una població de 1.024.246 habitants. Actualment està regida per l'arquebisbe Pierre d'Ornellas.

## Territori
L'arxidiòcesi està situada a la part oriental de la Bretanya i comprèn el departament francès d'Ille-et-Vilaine.
La seu episcopal és la ciutat de Rennes, on es troba la catedral de Sant Pere. Al territori diocesà es troben també les dues excatedrals de Dol i de Saint-Malo, dedicades respectivament a Sant Samsó i Sant Vicenç. A més hi ha tres basíliques menors: Notre-Dame de l'Assomption a La Guerche-de-Bretagne, Saint-Aubin i Saint-Sauveur et Notre-Dame des Miracles et des Vertus a Rennes.
El territori s'estén sobre 6.775 km², i està dividit en 79 parròquies, agrupades en 32 vicariats.

### La província eclesiàstica
La província eclesiàstica de Rennes, creada el 1859, actualment està formada per les següents diòcesis sufragànies:
- Angers
- Laval
- Le Mans
- Luçon
- Nantes
- Quimper
- Saint-Brieuc
- Vannes

## Història
Els orígens de l'evangelització de Bretanya i de la regió de Rennes són obscurs. La tradició atribueix a sant Maximià, deixeble de Jesús i company de sant Llatzar i de santa Maria Magdalena a Provença, la difusió de l'evangeli i la fundació d'una comunitat cristiana a la capital bretona.
La diòcesi es testifica històricament del segle v. Un dels seus bisbes va participar en el concili d'Angers el 453, mentre que Attio assistí al de Tours en 461.
Condate, capital del poble celta dels rèdons, era una civitas de la província romana de la Gàl·lia Celta tercera, com ho demostra el Notitia Galliarum a principis del segle v. Des del punt de vista religiós, com a civil, Rennes va dependre de la província eclesiàstica de l'arxidiòcesi de Tours, la seu metropolitana provincial.
Cap al segle ix, la regió ja estava completament cristianitzada i la diòcesi tenia una àmplia xarxa de parròquies.
Al segle xi, Erluino va fundar l'abadia de Notre-Dame du Bec, que es va convertir en un dels centres culturals medievals més importants. A la seva escola es van formar Lanfranc de Canterbury, Anselm d'Aosta, Teobaldo di Bec, que tots es van convertir en arquebisbes de Canterbury. Molts bisbes, com ara Anselm da Baggio el futur papa Alexandre II, van formar-se a l'escola de Bec.
A l'edat mitjana, els bisbes de Rennes tenien els privilegis de coronar els ducs de Bretanya i de ser portats a l'espatlla de quatre barons quan entraven a la diòcesi.
El seminari major de la diòcesi va ser establert el 1670 pel bisbe Charles François de la Vieuville i confiat a l'ensenyament dels pares Eudistes, que van mantenir la direcció fins a la revolució francesa. El 1708, el bisbe de Lavardin va fundar el seminari menor.
El 1790 la diòcesi tenia 224 parròquies dividides en dos ardiaconats, de Rennes i del Désert, i vuit vicariats.
Després del concordat, amb la butlla Qui Christi Domini de Pius VII del 29 de novembre de 1801, la diòcesi va incorporar la major part del territori de les diòcesis de Dol i de Saint-Malo, que van ser suprimits, i algunes parròquies de les diòcesis de Nantes i Vannes. Alhora es van cedir tres parròquies de la diòcesi de Nantes.
L'antiga catedral gòtica del segle xii amenaçava amb ruïna al segle xviii i es va reconstruir, a excepció de la façana, que ja havia estat reconstruït i es va acabar en el segle xvii. També a causa de la revolució, les obres van durar diverses dècades, durant les quals l'antiga església abacial de Sant Melaine servia de procatedral. La nova catedral va ser consagrada el dia de Pasqua de 1844.
El 3 de gener de 1859 va ser elevat al rang d'arxidiòcesi metropolitana per la butlla Ubi primum de Pius IX. La província eclesiàstica estava constituïda per les diòcesis de Vannes, de Quimper i de Saint-Brieuc.
El 13 de febrer de 1880 es concedí als arquebisbes de Rennes d'afegir als seus títols els de les seus suprimides de Dol i Saint-Malo. Entre 1995 i 2002, es va reorganitzar l'estructura administrativa de l'arxidiòcesi per la fusió de parròquies històriques en noves parròquies compostes per diverses comunitats locals.

## Cronologia episcopal
- ? † (citat el 453)[4]
- Atenio † (abans del 461 - després del 465 aproximadament)
- Sant'Amando †[5]
- San Melanio † (abans del 511 - després del 515/520)
- Febediolo † (citat el 549)[6]
- Vittorio † (citat el 567)
- Aimoaldo † (abans del 614 - després del 616)
- Duriotoro † (citat el 650)[7]
- Desiderio ? † (citat el 687 aproximadament)[8]
- San Moderano † (en època del rei Khilperic II, renuncià)
  - Agateo † (usurpatore)
  - Amitto † (usurpatore)[9]
- Wernario † (abans del 843 - després del 859)[10]
- Electramno † (abans del 12 d'agost de 866[11] - després del 871)
- Nordoardo † (citat el 954 aproximadament)
- Teobaldo † (citat el 990)
- Gautier † (abans del 1014 - després del 1032)
- Guérin † (citat el 1037)[12]
- Triscan †
- Mainon † (abans del 1049 - 20 d'agost de 1076 mort)
- Sylvestre de la Guerche † (1076 - 18 de gener de 1096[13] mort)
- Marbode, O.S.B. † (1096 - 11 de setembre de 1123 mort)
- Rouaud † (1123 - 21 de novembre de 1126 mort)
- Hamelin † (15 de maig de 1127 - 2 de febrer de 1141 mort)
- Alain I † (1141 - 1 de maig de 1156[14] mort)
- Etienne de la Rochefoucaud † (1156[15] - 4 de setembre de 1166 mort)
- Robert I † (1166 - 9 de desembre de 1167 mort)
- Etienne de Fougères † (1168 - 23 de desembre de 1178 mort)
- Philippe, O.Cist. † (1179 - 8 d'abril de 1181 mort)
- Jacques I † (citat el 1182 o 1183)[16]
- Herbert † (vers 1184 - 10 de desembre de 1198 mort)
- Pierre de Dinan † (abans d'agost de 1199 - 24 de gener de 1210 mort)
- Pierre de Fougères † (abans de juliol de 1210 - 10 de juliol de 1222 mort)
- Josselin de Montauban † (abans de maig de 1223 - 31 d'octubre de 1235 mort)
- Alain II † (abans del 1237 - abans de juny de 1239 mort)
- Jean Gicquel † (1239 - 15 de gener de 1258 mort)
- Gilles I † (abans d'octubre de 1258 - 26 de setembre de 1259 mort)
- Maurice de Trésiguidy (o de Trelidi) † (1260 - 18 de setembre de 1282 mort)
- Guillaume de la Roche-Tanguy † (1282 - 20 de setembre de 1297 mort)
- Jean de Samois, O.F.M. † (28 de març de 1298 - 3 de febrer de 1299 nomenat bisbe de Lisieux)
- Gilles II † (11 de febrer de 1299 - ?)[17]
- Yves I † (citat el 1304)
- Gilles III † (abans de març de 1306 - 27 de setembre de 1306 mort)
- Guillaume † (citat el 1310)
- Alain de Châteaugiron I † (vers 1311 - 12 d'abril de 1327 mort)
- Alain de Châteaugiron II † (de juny de 1327 - 21 de novembre de 1328 mort)
- Guillaume Ouvrouin † (18 de maig de 1329 - 1345 mort)
- Yves de Rosmadec † (1345 - 14 d'octubre de 1347 mort)
- Arcand o Artaud, O.S.B. † (24 d'octubre de 1347 - 1354 mort)[18]
- Pierre de Laval † (15 d'abril de 1354 - 11 de gener de 1357 mort)
- Guillaume Poulart (o Gibon) † (5 de juny de 1357 - 14 de gener de 1359 nomenat bisbe de Saint-Malo)
- Pierre Benoît (o de Guémené) † (14 de gener de 1359 - 1362 o 1363 mort)
- Raoul de Tréal † (16 de gener de 1363[19] - 13 de febrer de 1383 mort)
- Guillaume Briz o de Brie † (27 d'abril de 1384 - 27 d'agost de 1386 nomenat bisbe de Dol)
- Antoine de Lovier † (27 d'agost de 1386 - 19 d'octubre de 1389 nomenat bisbe de Maguelonne)
- Anselme de Chantemerle † (8 de novembre de 1389 - 1 de setembre de 1427 mort)
- Guillaume Brillet † (26 de setembre de 1427 - 26 de maig de 1447 nomenat arquebisbe titular de Cesarea)
- Robert de la Rivière † (26 de maig de 1447 - 18 de març de 1450 mort)
- Jacques d'Espinay-Durestal † (25 d'abril de 1450 - de gener de 1482 mort)
- Michel Guibé † (29 de març de 1482 - de febrer de 1502 mort)
- Robert Guibé † (24 de març de 1502 - 29 de gener de 1507 nomenat bisbe de Nantes)
- Yves Mahyeuc o Mayeu, O.P. † (29 de gener de 1507 - 20 de setembre de 1541 mort)
- Claude Dodieu † (20 de setembre de 1541 - 4 d'abril de 1558 mort)
- Bernardin de Bochetel (Bouchelet) † (15 de gener de 1561 - 1565 renuncià)
- Bertrand de Marillac, O.F.M. † (26 d'octubre de 1565 - 29 de maig de 1573 mort)
- Aymar Hennequin † (3 de juliol de 1573 - 13 de gener de 1596 mort)
- Arnaud d'Ossat † (9 de setembre de 1596 - 26 de juny de 1600 nomenat bisbe de Bayeux)
- François L'Archiver † (17 de juny de 1602 - 22 de febrer de 1619 mort)
- Pierre Cornulier † (29 de juliol de 1619 - 21 de juliol de 1639 mort)
- Henri de La Mothe-Houdancourt † (7 de desembre de 1640 - 1660 renuncià)
- Charles François de la Vieuville † (16 de febrer de 1660 - 29 de gener de 1676 mort)
- François de Bouthilier-Chavigny † (22 de juny de 1676 - 1676 renuncià)
- Jean-Baptiste de Beaumanoir de Lavardin † (8 de novembre de 1676 - 23 de maig de 1711 mort)
- Christophe-Louis Turpin de Crissé de Sanzay † (1 de juny de 1712 - 27 de setembre de 1724 nomenat bisbe de Nantes)
- Charles-Louis-Auguste Le Tonnelier de Breteuil † (11 de juny de 1725 - 24 d'abril de 1732 mort)
- Louis-Guy de Guérapin de Vauréal † (21 de juliol de 1732 - 3 de març de 1759 renuncià)
- Jean-Antoine de Toucheboeuf de Beaumont des Junies † (9 d'abril de 1759 - 30 de maig de 1761 renuncià)
- Henri-Louis-René Des Nos † (13 de juliol de 1761 - 25 de gener de 1770 renuncià)
- François Bareau de Girac † (12 de març de 1770 - 1801 renuncià)
- Jean-Baptiste-Marie de Maillé de la Tour-Landry † (24 d'abril de 1802 - 25 de novembre de 1804 mort)
- Etienne-Célestin Enoch † (22 de març de 1805 - 12 de novembre de 1819 jubilat)
- Charles Mannay † (21 de febrer de 1820 - 5 de desembre de 1824 mort)
- Claude-Louis de Lesquen † (21 de març de 1825 - 21 de gener de 1841 renuncià)
- Godefroy Brossais-Saint-Marc † (12 de juliol de 1841 - 26 de febrer de 1878 mort)
- Charles-Philippe Place † (15 de juliol de 1878 - 5 de març de 1893 mort)
- Jean-Natalis-François Gonindard † (5 de març de 1893 - 17 de maig de 1893 mort)
- Guillaume-Marie-Joseph Labouré † (15 de juny de 1893 - 21 d'abril de 1906 mort)
- Auguste-René-Marie Dubourg † (6 d'agost de 1906 - 22 de setembre de 1921 mort)
- Alexis-Armand Charost † (22 de setembre de 1921 - 7 de novembre de 1930 mort)
- René-Pierre Mignen † (21 de juliol de 1931 - 1 de novembre de 1939 mort)
- Clément-Emile Roques † (11 de maig de 1940 - 4 de setembre de 1964 mort)
- Paul Joseph Marie Gouyon † (4 de setembre de 1964 - 15 d'octubre de 1985 jubilat)
- Jacques André Marie Jullien † (15 d'octubre de 1985 - 1 de setembre de 1998 renuncià)
- François de Sales Marie Adrien Saint-Macary † (1 de setembre de 1998 - 26 de març de 2007 mort)
- Pierre d'Ornellas, de del 26 de març de 2007

## Estadístiques
A finals del 2014, la diòcesi tenia 842.000 batejats sobre una població de 1.024.246 persones, equivalent al 82,0% del total.
| any  | població | població  | població | sacerdots | sacerdots       | sacerdots       | sacerdots             | diaques | religiosos | religiosos | parròquies |
| ---- | -------- | --------- | -------- | --------- | --------------- | --------------- | --------------------- | ------- | ---------- | ---------- | ---------- |
| any  | batejats | total     | %        | total     | clergat secular | clergat regular | batejats por sacerdot | diaques | homes      | dones      |            |
| 1950 | 555.000  | 578.300   | 96,0     | 1.310     | 1.160           | 150             | 423                   |         | 300        | 3.600      | 390        |
| 1970 | 640.000  | 660.000   | 97,0     | 1.091     | 981             | 110             | 586                   |         | 359        | 3.500      | 401        |
| 1980 | 677.600  | 711.000   | 95,3     | 872       | 790             | 82              | 777                   |         | 291        | 2.500      | 404        |
| 1990 | 700.000  | 749.764   | 93,4     | 648       | 563             | 85              | 1.080                 | 8       | 178        | 2.261      | 402        |
| 1999 | 784.000  | 865.000   | 90,6     | 527       | 505             | 22              | 1.487                 | 15      | 120        | 1.517      | 402        |
| 2000 | 785.000  | 867.533   | 90,5     | 581       | 506             | 75              | 1.351                 | 17      | 97         | 1.549      | 402        |
| 2001 | 785.000  | 867.533   | 90,5     | 595       | 500             | 95              | 1.319                 | 18      | 95         | 1.445      | 402        |
| 2002 | 785.000  | 881.000   | 89,1     | 500       | 468             | 32              | 1.570                 | 20      | 93         | 1.405      | 402        |
| 2003 | 786.000  | 894.000   | 87,9     | 537       | 505             | 32              | 1.463                 | 21      | 123        | 1.326      | 84         |
| 2004 | 794.264  | 903.400   | 87,9     | 524       | 496             | 28              | 1.515                 | 26      | 116        | 1.305      | 84         |
| 2010 | 824.000  | 945.000   | 87,2     | 430       | 340             | 90              | 1.916                 | 35      | 140        | 1.190      | 82         |
| 2014 | 840.000  | 1.024.246 | 82,0     | 331       | 298             | 33              | 2.537                 | 39      | 101        | 1.005      | 79         |